# Hietajärvi (sjö i Finland, Kajanaland, lat 64,85, long 28,95)
Hietajärvi är en sjö i Finland. Den ligger i kommunen Suomussalmi i landskapet Kajanaland, i den centrala delen av landet, 600 km norr om huvudstaden Helsingfors. Hietajärvi ligger 186,4 meter över havet. Den är 20,84 meter djup. Arean är 2,29 kvadratkilometer och strandlinjen är 20,29 kilometer lång. Sjön  ingår i Uleälvens huvudavrinningsområde.   Den ligger vid sjön Alanteenjärvi. I omgivningarna runt Hietajärvi växer i huvudsak barrskog.